# Europeiska cupvinnarcupen i fotboll 1968/1969
Europeiska cupvinnarcupen i fotboll 1968/1969 vanns av Slovan Bratislava från det dåvarande Tjeckoslovakien som i finalen slog Barcelona från Spanien med 3-2 och därmed blev första lag från Östblocket att vinna turneringen. Flera klubbar från Östeuropa drog sig ur på grund av politiska skäl, då det varit oroligt i det dåvarande Tjeckoslovakien tidigare under året.

## Inledande omgångar

### Första omgången
| Lag 1                | Totalt       | Lag 2            | Möte 1 | Möte 2 |
| Dunfermline Athletic | 12–10        | APOEL            | 10–1   | 2–0    |
| Olympiakos           | 4–0          | KR               | 2–0    | 2–0    |
| Dinamo București     | W/O          | Raba Vasas ETO   | –      | –      |
| Club Brugge          | 00003–3 (BM) | West Bromwich    | 3–1    | 0–2    |
| Partizani            | 2–3          | Torino           | 1–0    | 1–3    |
| Levski Sofia         | –            | Union Berlin     | –      | –      |
| Cardiff City         | 3–4          | Porto            | 2–2    | 1–2    |
| Slovan Bratislava    | 3–2          | Bor              | 3–0    | 0–2    |
| ADO Den Haag         | 6–1          | Grazer           | 4–1    | 2–0    |
| Bordeaux             | 2–4          | Köln             | 2–1    | 0–3    |
| Randers Freja        | 3–1          | Shamrock Rovers  | 1–0    | 2–1    |
| US Rumelange         | 00002–2 (BM) | Sliema Wanderers | 2–1    | 0–1    |
| Lugano               | 0–4          | Barcelona        | 0–1    | 0–3    |
| Górnik Zabrze        | –            | Dynamo Moskva    | –      | –      |
| Altay                | 4–5          | FK Lyn           | 3–1    | 1–4    |
| Crusaders            | 3–6          | IFK Norrköping   | 2–2    | 1–4    |

### Andra omgången
| Lag 1                | Totalt    | Lag 2             | Möte 1 | Möte 2 |
| Dunfermline Athletic | 4–3       | Olympiakos        | 4–0    | 0–3    |
| Dinamo București     | 1–5       | West Bromwich     | 1–1    | 0–4    |
| Torino               | Stod över |                   | –      | –      |
| Porto                | 1–4       | Slovan Bratislava | 1–0    | 0–4    |
| ADO Den Haag         | 0–4       | Köln              | 0–1    | 0–3    |
| Randers Freja        | 8–0       | Sliema Wanderers  | 6–0    | 2–0    |
| Barcelona            | Stod över |                   | –      | –      |
| FK Lyn               | 4–3       | IFK Norrköping    | 2–0    | 2–3    |

## Slutspel

### Kvartsfinaler
| Lag 1                | Totalt | Lag 2             | Möte 1 | Möte 2 |
| Dunfermline Athletic | 1–0    | West Bromwich     | 0–0    | 1–0    |
| Torino               | 1–3    | Slovan Bratislava | 0–1    | 1–2    |
| Köln                 | 5–1    | Randers Freja     | 2–1    | 3–0    |
| Barcelona            | 5–4    | FK Lyn            | 3–2    | 02–2   |

### Semifinaler
| Lag 1                | Totalt | Lag 2             | Möte 1 | Möte 2 |
| Dunfermline Athletic | 1–2    | Slovan Bratislava | 1–1    | 0–1    |
| Köln                 | 3–6    | Barcelona         | 2–2    | 1–4    |

### Final
| Lag 1             | Resultat | Lag 2     |
| Slovan Bratislava | 3–2      | Barcelona |

Anmärkningslista
1. 1 2 3 4 5  Drog sig ur tävlingen p.g.a. Uefa:s beslut om att skilja på västra och östra länderna p.g.a. oroligheterna i Tjeckoslovakien.
2. ↑  Matchen spelades i Barcelona.